# John Borrows

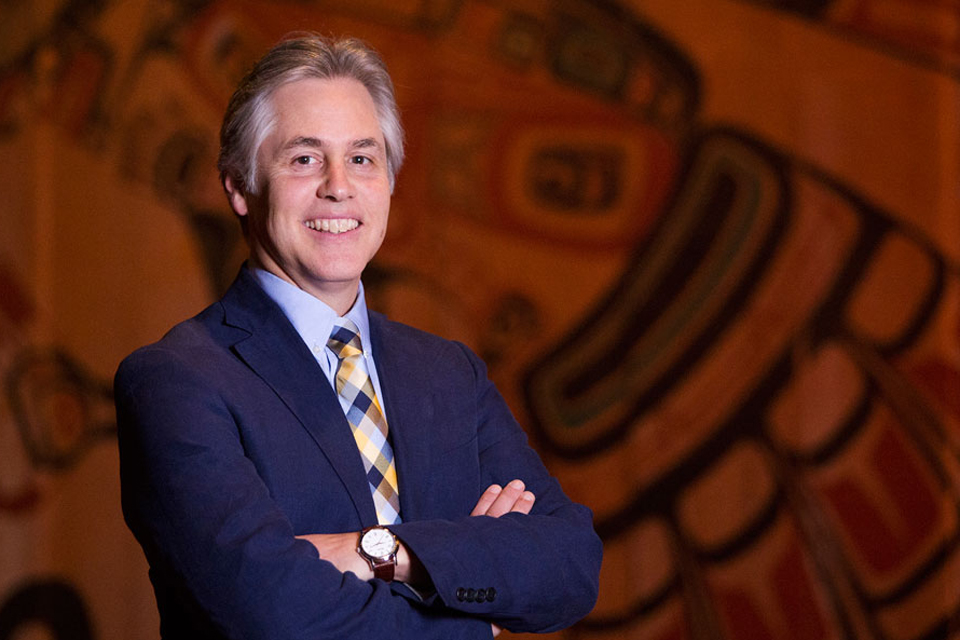
John Borrows (2017)

John Borrows OC (* 1963) ist ein kanadischer Professor der Rechtswissenschaften an der University of Victoria Law School in der Hauptstadt British Columbias, wo er seit 2001 lehrt. Er ist Professor and Law Foundation Chair of Aboriginal Law and Justice und Robina Professor on Law, Policy and Society an der University of Minnesota (seit 2009). Zudem ist er Fellow der Royal Society of Canada, der Academy of Arts, Humanities and Sciences of Canada (seit 2007) und der Trudeau Foundation (seit 2006) und lehrt auf den Feldern des kanadischen und amerikanischen Verfassungsrechts, sowie des Indigenous Law und des US Federal Indian Law, also des indigenen Rechts der beiden nordamerikanischen Staaten. Darüber hinaus ist er Associate Professor und Direktor des Intensive Programme in Lands, Resources and First Nations Governments an der Osgoode Hall Law School der York University. Er ist Angehöriger der Anishinabe und trägt daher den traditionellen Namen Kegedonce.

## Leben und Werk

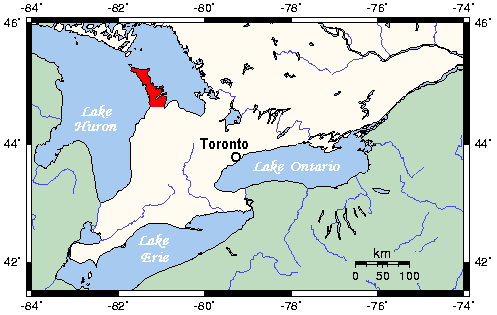
Bruce Peninsula in Ontario

Borrows wurde als Chippewa der Chippewas der Nawash First Nation, die am Ostufer der Saugeen (Bruce) Peninsula in Ontario leben. Sein Ururgroßvater unterzeichnete 1854 einen Vertrag mit der britischen Kolonialmacht, womit er sich erhofft hatte, dass das Land nur in Trust gegeben würde. Die Kolonialregierung hatte 1850 den Act for the protection of the Indians in Upper Canada from Imposition, and the property occupied or enjoyed by them from trespass and injury verabschiedet, ein Gesetz, das vor der Landenteignung durch Squatter schützen sollte. Doch bereits 1851 mussten die zu dieser Zeit Saugeen Ojibway genannten Gruppen den Half-Mile Strip Treaty unterzeichnen, womit sie über 4.000 Acre Land für eine Straße zwischen Owen Sound und Southampton abtraten. Laurence Oliphant, Superintendent General for Indian Affairs, handelte Treaty No. 72 aus, jenen Vertrag, den Borrows Ururgroßvater unterzeichnete. Die Saugeen Ojibway gaben damit knapp 500.000 Acre Land auf der Saugeen Peninsula auf. Im Gegenzug sollten die Indianer Einnahmen aus den Landverkäufen und Schutz ihres Gebietes erhalten. Es blieben ihnen nur Chief’s point, Saugeen Reserve (Owen Sound), Colpoy's Bay Reserve (Big Bay), Cape Croker Indian Reserve No. 27, die Fishing Islands im Huronsee, die Cape Hurd Islands und drei Inseln am Eingang der Colpoy's Bay.
Das Nawash-Reservat am Westufer der Owen Sound Bay mit seinen 10.000 Acre wurde 1857 abgetreten. Die Bewohner sollten nach Cape Croker ziehen, doch viele weigerten sich. Ähnlich erging es ihnen 1861 mit den 6.000 Acre der Colpoy's Bay Reserve. Die meisten Bewohner zogen auf Christian Island, einige nach Southampton. 1885 bis 1899 wurden ihnen schließlich die Fishing Islands und Cape Hurd Islands im Lake Huron ebenso genommen wie die Griffith, Hay und die White Cloud Island in der Georgian Bay. Borrows Großvater wurde im verbliebenen Reservat 1901 geboren. Erst 1968 wurden 90 Fischinseln im Lake Huron zurückgegeben.
Die weitgehende Enteignung veranlasste den jungen Borrows dazu, sich mit Rechts- und Vertragsfragen zu befassen. Dazu nahm er Kontakt mit Rechtswissenschaftlern nicht nur aus Kanada, sondern auch aus Australien, Finnland, Neuseeland, Norwegen, Schweden und den USA auf. Er erwarb seinen Bachelor, zwei Masters in den Rechtswissenschaften an der University of Toronto; seinen Doctor Juris erlangte er an der Osgoode Law School, der renommiertesten Rechtsfakultät des Landes, wo er 1994 bis 1996 Assistant Professor war. In Toronto erhielt er auch den Rosalind Murray Award (1987-1990), 1991 ein Mississauga First Nation Achievement Scholarship. 2004 wurde er in Australien International Visiting Fellow am Australian Institute of Aboriginal and Torres Strait Islander Studies. Von der SSHRC wurde er zweimal mit erheblichen Mitteln unterstützt, zum einen als Virtual Scholar in Residence, Indigenous Legal Traditions, Law Commission of Canada im Jahr 2004 mit 150.000 Dollar, zum anderen mit 2,5 Millionen Dollar für seine Tätigkeit als Collaborator, Co-Researcher in einer Forschungsinitiative zum Thema Aboriginal Governance.
Bevor er nach Victoria ging, war er in mehreren Städten Associate Professor, so an der Rechtsfakultät der University of Toronto (1998–2001), an der University of British Columbia (1992 bis 1998) sowie an der Osgoode Hall Law School der York University. Dort war er zugleich Direktor des Intensive Programme in Lands, Resources and First Nations Governments. Darüber hinaus war er 2000 bis 2001 Visiting Professor und Acting Executive Director des Indian Legal Program am Arizona State University College of Law in Phoenix im US-Bundesstaat Arizona, sowie 2004 an der University of New South Wales und 2006 an der University of Waikato in Australien bzw. Neuseeland tätig. Zuletzt war er Gastwissenschaftler (Visiting Scholar in Residence) an der Law Commission of Canada, wo er eine Publikation über indigene Rechtstraditionen in Kanada verfasst. Eines seiner Ziele ist die Einrichtung eines Lehrstuhls für Indigenes Recht. Für 2011 ist eine Professur an der Princeton University vorgesehen.
Mit seiner Monographie Recovering Canada; The Resurgence of Indigenous Law gewann er 2003 den Donald Smiley Award für das beste Buch der kanadischen Politikwissenschaften. Zudem erhielt er den Aboriginal Achievement Award in Law and Justice des Jahres 2003. 2009 erhielt er den aw Students Society Teaching Award der Universität von Victoria und 2019 wurde ihm ein Molson Prize zuerkannt. 2010 erscheint als jüngstes Werk Physical Philosophy: Freedom and Indigenous Peoples.
Borrows war zusammen mit seiner Kollegin Val Napoleon Initiator eines übergreifenden Programms für Allgemeines und Indigenes Recht (common law and indigenous law degree) (JD/JID) an der Universität Victoria, das seit 2018 besteht.
John Borrows geht davon aus, dass die Gesetze der First Nations vor kanadischen Gerichten zur Anwendung kommen können, ist sich aber der zahlreichen Probleme, die dadurch entstehen würden, durchaus bewusst. Seine Vorstellung ist die, dass indigene Blickwinkel in einer Vielzahl von Zusammenhängen die kanadische Gesellschaft erst von ihrer kolonialen Vergangenheit befreien können. Wichtige Grundlage ist dabei die Idee des juristischen Pluralismus'. Das bezieht sich etwa auf die Versöhnung indigener, oraler Traditionen mit westlichen Hochschultraditionen, die bereits erhebliche Fortschritte gemacht hat. Dabei sei zum einen die indigene Gesellschaft bei weitem nicht homogen, zum anderen beziehe sich ihr Rechtsdenken nicht nur auf indigene Gesellschaften. Dabei ist er stark von John C. Tait und seiner Vorstellung von Dialog beeinflusst. Damit könne Kanada zum Vorreiter für die Integration indigenen Rechts in das Privatrecht, in das Verwaltungsrecht, aber auch in das Verfassungsrecht werden.

## Werke
- A Genealogy of Law: Inherent Sovereignty and First Nations Self-Government, in: Osgoode Hall Law Journal 30/2 (1992) 291-354
- Negotiating Treaties and Land Claims: The Impact of Diversity within First Nations Property Interests, in: Windsor Yearbook of Access to Justice 12 (1992) 179-234
- Constitutional Law From a First Nation Perspective: Self-Government and the Royal Proclamation, in: University of British Columbia Law Review 28 (1994) 1 - 48
- With or Without You: First Nations' Law (in Canada), in: McGill Law Journal (1996) 630-665
- Wampum at Niagara: The Royal Proclamation, Canadian Legal History, and Self-Government, in: Aboriginal and Treaty Rights in Canada, Hrsg. Michael Asch, Vancouver: UBC Press, 1997
- Traditional Contemporary Equality: The Impact of the Charter on First Nations Politics, Toronto: University of Toronto Press 1997
- Landed Citizenship: Narratives of Aboriginal Political Participation, in: Will Kymlicka (Hrsg.): Citizenship in Diverse Societies, Oxford University Press, 2000, Nachdruck: Alan Cairns (Hrsg.): Citizenship, Diversity and Pluralism, Montreal: McGill Queens, 2000
- Colonialism, Canadian Legal History & Delgamuukw v. The Queen, in: Diane Kirkby (Hrsg.): Law, History and Colonialism: Empire’s Reach, Manchester: Manchester University Press, 2001
- Recovering Canada: The Resurgence of Indigenous Law, Toronto: University of Toronto Press, 2002 (312 S.)
- Mitarbeit an: Canadian Constitutional Law, 3. Auflage, Toronto: Emond Montgomery 2003
- Aboriginal Law: Cases and Materials, 2. Auflage, Toronto: Butterworths, 2003 (zusammen mit Len Rotman), 946 Seiten
- Seven Generations, Seven Teachings: Ending The Indian Act, Research Paper for the National Centre for First Nations Governance, 2004
- /Sarah Morales: Challenge, Change and Development in Aboriginal Communities, in: Joseph Magnet und Dwight Dorey: Legal Aspects of Aboriginal Business Development, Toronto: LexisNexis, 2005
- Throwing the Eagle From the Nest, in: Wanda McCaslin (Hrsg.): Justice as Healing: Indigenous Ways, St. Paul: Living Justice Pres, 2005
- Indigenous Legal Traditions in Canada, Ottawa: Law Commission of Canada, 2006
- Aboriginal Political Advocacy and the Canadian Constitution, in: Garrick Bailey (Hrsg.): Handbook of North American Indians, Bd. 2: Indians in Contemporary Society, Washington: Smithsonian Institute, 2007
- /Len Rotman (Hrsg.): Aboriginal Law: Cases and Materials, 3. Auflage, Toronto: Butterworths, 2007 (1010 S.)
- Sasha Harmon (Hrsg.): The Power of Promises: Rethinking Indian Treaties in the Pacific Northwest, Seattle; University of Washington Press, 2008 (Vorwort)
- (Mitherausgeber): Canadian Constitutional Law, 4. Auflage, Toronto: Emond Montgomery, 2010, S. 545–670
- Canada's Indigenous Constitution, University of Toronto Press 2010 (472 S.)
- Drawing Out Law. A Spirit's Guide, University of Toronto Press 2010 (318 S.)